# Pseudosquillisma kensleyi
Pseudosquillisma kensleyi is een bidsprinkhaankreeftensoort uit de familie van de Pseudosquillidae. De wetenschappelijke naam van de soort is voor het eerst geldig gepubliceerd in 2005 door Ahyong.